# Inga livstecken
Inga livstecken är en ungdomsroman som är skriven av Inger Frimansson 2004.

## Handling
Boken handlar om Andreas, Olivia, Siri och Magnus som sitter hemma hos Siri en nyårsdag. Helt plötsligt beslutar sig Andreas för att gå därifrån. Andreas flickvän Olivia ville följa med men det ville inte Andreas. "Jag ringer", sade han. Men han gjorde aldrig det. Det visade sig att han heller inte gick hem. Han försvann bara. Alla som kände Andreas visste att han aldrig skulle sticka utan anledning. Alla hans anhöriga blir väldigt oroliga och till slut kallas polisen in.